# Longino (gobernador romano)
Longino (Longinus, Longus o Lentulus) es el nombre parcialmente conocido del gobernador de Britania entre 158 y 161.

## Historia
Fue precedido por Cneo Julio Vero. La única evidencia de su mandato se encuentra en el Corpus Inscriptionum Latinarum que lista unas pocas letras de su nombre, por lo que incluso eso está sujeto a interpretación. En 161, año de la muerte de Antonino Pío, fue reemplazado por Marco Estacio Prisco.